# Funafala
Funafala – niewielka wyspa położona na Oceanie Spokojnym, w archipelagu Tuvalu, w południowej części atolu Funafuti.

Na wyspie znajduje się jedna osada.